# Provincia de Sinope
Sinope es una de las 81 provincias en que está dividida Turquía, administrada por un gobernador designado por el gobierno central. Está situada en el norte de Turquía, en la costa del mar Negro. 
Tiene una superficie de 5.858 km², equivalente al 0.8% de la superficie total de Turquía. Su perímetro alcanza los 475 km, de los que 300 km están en el interior y 175 corresponden al litoral. Limita al este con la provincia de Kastamonu, al sur con la provincia de Çorum al sur, y al sureste con la provincia de Samsun. La capital provincial es la ciudad de Sinop.
Tiene una población de 225.574 habitantes (2000), con una densidad de población de 38,5 hab/km²

## Distritos

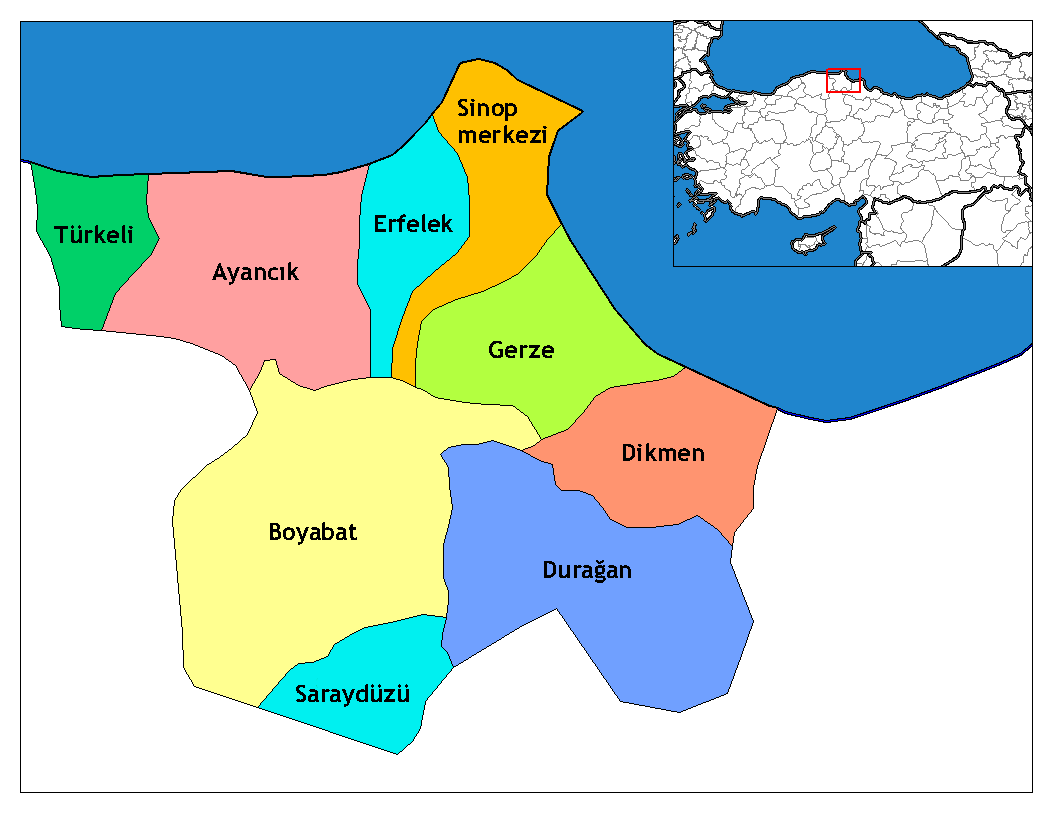
Distritos de Sinope.

La provincia de Sinop está dividida en 9 distritos:
- Ayancık
- Boyabat
- Dikmen
- Durağan
- Erfelek
- Gerze
- Saraydüzü
- Sinope
- Türkeli